# 马拉尼昂州里库港
马拉尼昂州里库港（葡萄牙語：Porto Rico do Maranhão）是巴西马拉尼昂州的一个市镇。总面积224.3平方公里，总人口6938人，人口密度30.9人/平方公里。